# 108〜海馬五郎の復讐と冒険〜
『108〜海馬五郎の復讐と冒険〜』（イチマルハチ かいばごろうのふくしゅうとぼうけん）は、2019年10月25日公開の日本映画。松尾スズキ監督・脚本・主演。元女優である妻が不倫をしていることをSNSで知ってしまった脚本家の男性が、煩悩と妻のSNSについた「いいね!」の数と同じ108人の女性を抱く復讐劇を行う様を描く。R18＋指定。
『108』（イチマルハチ）と題した松尾著による小説版が映画公開に先立って『小説現代』（講談社）2018年8月号に掲載、講談社より同年11月22日に刊行されている。

## キャスト
- 海馬五郎 - 松尾スズキ
- 海馬綾子：中山美穂[2]
- 聖矢：大東駿介
- あずさ：土居志央梨
- 道夫：栗原類
- エイドリアン：LiLiCo
- 五郎の父:福本清三
- ドクタースネーク：乾直樹
- 堀切すみれ：宍戸美和公
- 赤井美月：堀田真由
- 村杉蝉之介
- オクイシュージ
- 糸井：岩井秀人[2]
- 酒井若菜
- 海馬マリ：坂井真紀
- 砂山美津子：秋山菜津子
- 玉消し女:安竜うらら

## スタッフ
- 監督・脚本：松尾スズキ
- 音楽：渡邊崇
- 主題歌：星野源「夜のボート」（Speedstar Records）[3]
- エグゼクティブ・プロデューサー：岡本東郎、小西啓介
- 企画・プロデュース：長坂まき子
- プロデューサー：長井龍、若林雄介
- 共同プロデューサー：行実良
- 撮影：山崎裕典
- 照明：鳥羽宏文
- 録音：久連石由文
- 美術：堀明元紀
- 装飾：石上淳一、山川邦彦
- 編集：上野聡一
- 音響効果：松浦大樹
- スクリプター：大西暁子
- スタイリスト：安野ともこ
- ヘアメイク：板垣美和
- キャスティングディレクター：杉野剛
- 監督補：塩崎遵
- 制作担当：齋藤悠二
- ラインプロデューサー：大熊敏之
- ポストプロダクションプロデューサー：篠田学
- 振付け：振付稼業air:man
- 配給・宣伝：ファントム・フィルム
- 制作プロダクション：パイプライン
- 製作：「108〜海馬五郎の復讐と冒険〜」製作委員会（バップ、ファントム・フィルム、大人計画、パイプライン）

## 小説版
『108』（イチマルハチ）と題し、松尾スズキ著により映画公開に先立って『小説現代』（講談社）2018年8月号に掲載、講談社より同年11月22日に刊行された。
映画の脚本を書きあげた後、「映画では表現できない主人公の心情や背景も、小説なら書ける」として執筆された。

### 書誌情報
- 108（2018年11月22日、講談社、ISBN 978-4-06-513662-1）